# Pachyanthidium denticulatum
Pachyanthidium denticulatum är en biart som först beskrevs av Johann Dietrich Alfken 1932.  Pachyanthidium denticulatum ingår i släktet Pachyanthidium och familjen buksamlarbin. Inga underarter finns listade i Catalogue of Life.